# پولیکرایشته
پولیکرایشته (به بلغاری: Polikraishte) یک منطقهٔ مسکونی در بلغارستان است که در استان ولیکو تارنوو واقع شده‌است.